# Génie du christianisme
Génie du christianisme är en bok av den franske författaren François-René de Chateaubriand, skriven under hans exil i England under 1790-talet. I boken försvarar han kristendomen, som var under attack under franska revolutionen. Den publicerades först i Frankrike år 1802, efter att Chateaubriand dragit fördel av den amnesti som Napoleon I givit till emigranter och som gjort att han kunde återvända till sitt hemland år 1800. Napoleon, som nyligen hade skrivit under ett Concordat med påven, använde till en början Chateaubriands bok som en propaganda för att vinna stöd bland franska katoliker. Génie du christianisme hade ett mycket stort inflytande såväl på den franska litteraturen som på de religiösa idéerna i Frankrike under 1800-talet.

## Innehåll
Med Génie du christianisme ville Chateaubriand skapa en fransk motsvarighet till Dantes Divina Commedia och John Miltons Paradise Lost, återuppliva medeltidens estetiska ideal av gotik och kristen mystik samt tala till sina samtida fransmän om kristendomens essentiella nödvändighet för civilisationens framtid. Kristendomen beskrivs här som skönhetens yttersta fundament. Kristendomens skönhet är för Chateaubriand fyrfaldig: i dess dogmer och doktriner eftersom världens harmoniska ordning är i enlighet med naturen, i dess poetik, i dess konstverk och litteratur samt i dess kult. Skönhetsidealen består av ett mystiskt, känslobetonat förhållande till Gud av en ärligt ofullkomlig och syndig människa.